# Uphagenowie

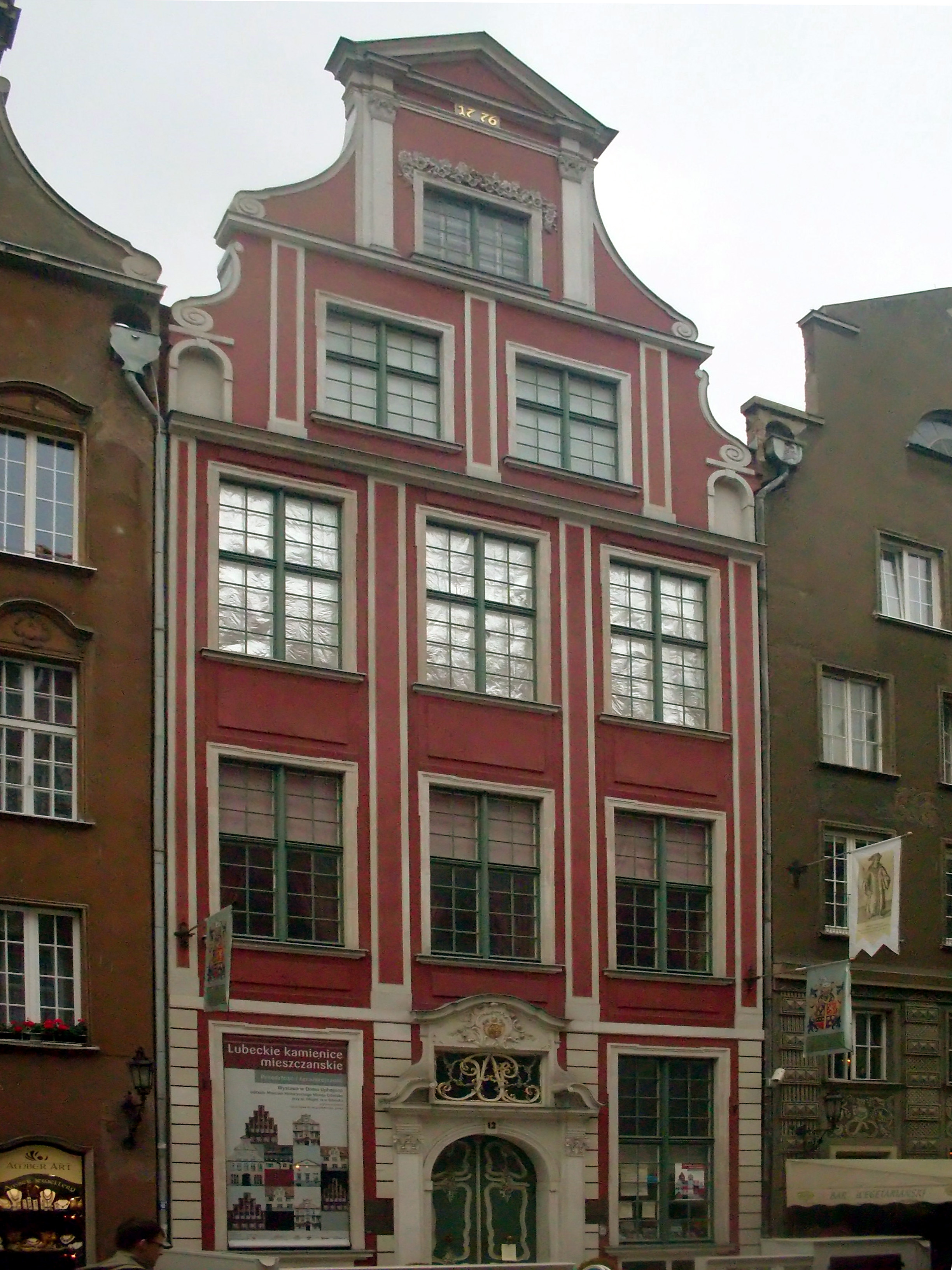
Dom Uphagena w Gdańsku, w którym mieszkali do początku XX wieku Uphagenowie, obecnie oddział Muzeum Gdańska

Uphagenowie – ród wywodzący się z Flandrii, zamieszkały od końca XVI wieku do połowy XX wieku w Gdańsku. Jego przedstawiciele należeli w XVIII wieku do patrycjatu, należąc do intelektualnej elity miasta i do najbardziej znanych i wpływowych rodzin gdańskich. Byli ławnikami i rajcami, a jako gorliwi kalwiniści pełnili wielokrotnie ważne funkcje w gdańskim kościele ewangelicko-reformowanym. Duży majątek zdobył armator Peter Uphagen (1704–1775). Najwybitniejszym przedstawicielem rodu był jego syn – bibliofil i autor dzieł historycznych Johann Uphagen (1731–1802). Główną siedzibą rodu była od 1775 roku kamienica znana jako Dom Uphagena, znajdująca się przy ulicy Długiej 12 w Gdańsku.

## Arnold Uphagen (1560–przed 1623/1633)
Uphagenowie pochodzili z Ieper (Ypern) we Flandrii Zachodniej. Protoplastą gdańskiej linii rodu Uphagenów był Arnold (ur. 1560), który z powodu prześladowań religijnych opuścił ok. 1585 roku rodzinne strony i udał się na Pomorze. W 1592 roku nabył sołectwo w Mierzeszynie, które potem oddał w dzierżawę. Od 1597 roku zajmował się kupiectwem w Gdańsku. Był dwukrotnie żonaty – jego pierwszą żoną była pomorska szlachcianka Elisabeth von Dessen (ślub w 1587 roku), a drugą Gertruda Gossen (ślub w 1596 roku). Z pierwszą żoną miał trzech synów, a z drugą czworo dzieci. Zmarł przed 1623 lub w 1633 roku.

## Heinrich Uphagen (1590–1640)
Najstarszym synem Arnolda i Elisabeth był Heinrich urodzony w Gdańsku w 1590 roku. Był podobnie jak ojciec kupcem i obywatelem gdańskim. Sołectwo w Mierzeszynie odsprzedał szwagrowi. W 1615 roku ożenił się z Elisabeth Königk, z którą miał troje dzieci. Zmarł w 1640 roku.

## Johann (Hans) Uphagen (1620–1701)
Najstarszym synem Heinricha i Elisabeth był Johann (Hans) urodzony w Mierzeszynie w grudniu 1620 roku. Był złotnikiem. Tytuł mistrzowski uzyskał w 1648 roku, a dwa lata później obywatelstwo gdańskie. Był starszym cechu w latach 1674 i 1678. Był współwłaścicielem spichrza Pelikan a także dworu i ogrodu w Pieckach. Z żoną Magdaleną Baudewin miał jedenaścioro dzieci. Zmarł 24 listopada 1701 roku i został pochowany w kościele Świętej Trójcy.

## Wilhelm Heinrich Uphagen (1666–1705)
Jednym z młodszych synów Johanna (Hansa) i Magdaleny był Wilhelm Heinrich urodzony w 1666 roku. Zajmował się handlem winem, a w latach 90. XVII wieku został armatorem. W 1693 odkupił od ojca dwór w Pieckach, gdzie urządził gospodę, którą wynajmował. W 1698 roku został przełożonym szpitala św. Elżbiety. W 1688 roku ożenił się z Anną Brandlicht, z którą miał siedmioro dzieci. Zmarł w 1705 roku i został pochowany w kościele św. Piotra i Pawła pod płytą z herbem rodziny Uphagenów.

## Peter Uphagen (1704–1775)

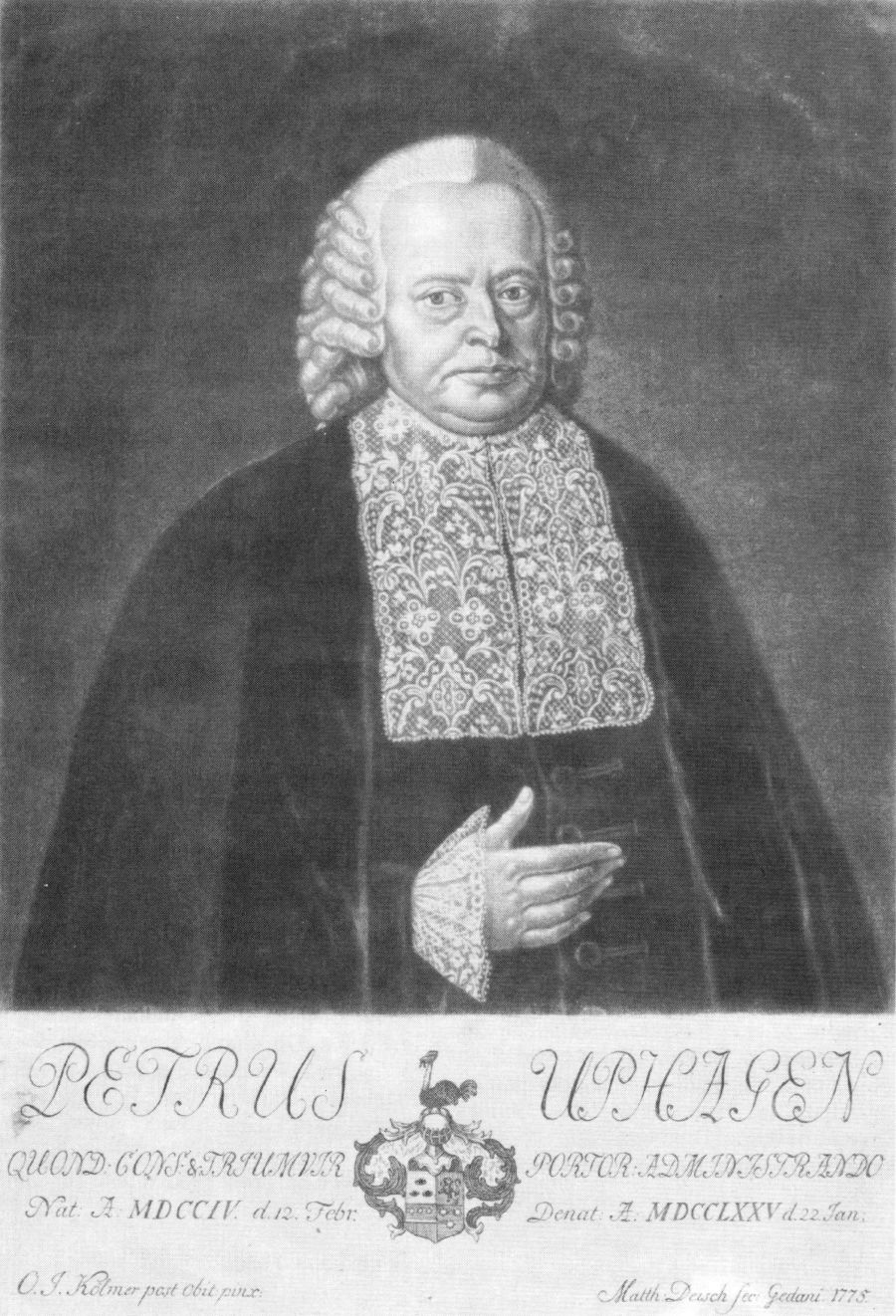
Peter Uphagen

Najmłodszym synem Wilhelma Heinricha i Anny był Peter urodzony 12 lutego 1704 roku. W młodości odebrał wykształcenie kupieckie, przez rok uczył się języka polskiego, a następnie podróżował po Europie (odwiedził Niemcy, Holandię, Anglię i Francję), zdobywając doświadczenia handlowe. Po powrocie do Gdańska w 1728 roku założył z Wilhelmem Jacobem Paleske spółkę armatorską, prowadzoną przez 40 lat. Był ławnikiem, rajcą, przełożonym szpitali św. Elżbiety, Świętego Ducha oraz gdańskiej parafii reformowanej. Był zamożnym kupcem; posiadał dwory w Świętej Studzience i we Wrzeszczu. W 1759 roku został właścicielem domu przy ul. Chlebnickiej 40. Jego własnością był też VIII Dwór wraz z ogrodem w Strzyży. Kolekcjonował dzieła sztuki. W 1730 roku zawarł związek małżeński z Elisabeth Forret, z którą miał sześcioro dzieci – troje z nich osiągnęło wiek dojrzały: Johann Wilhelm, Karl Heinrich i Renate Elisabeth. Zmarł 22 stycznia 1775 roku i pochowany został w grobowcu rodzinnym w kaplicy południowej kościoła św. Piotra i Pawła.

## Johann Wilhelm Uphagen (1731–1802)
Najstarszym synem Petera i Elisabeth był Johann Wilhelm urodzony 9 lutego 1731 roku. W latach 1751–1754 odbył studia prawnicze, filozoficzne i historyczne w Getyndze. Następnie podróżował po Niemczech, Holandii i Francji. Po powrocie do Gdańska w 1755 roku sprawował liczne urzędy, był między innymi ławnikiem, a także rajcą miejskim i starszym parafii ewangelicko-reformowanej. W 1775 roku nabył kamienicę (Dom Uphagena) przy ulicy Długiej 12 w Gdańsku (stanowiącą od początku XX wieku muzeum – obecnie oddział Muzeum Gdańska). Budowany przez niego księgozbiór, przeważnie o profilu humanistycznym, stanowi teraz część zbiorów Biblioteki Gdańskiej PAN. Był dwukrotnie żonaty (najpierw z Florentiną Uphagen, potem z Abigail Borckmann), ale zmarł bezpotomnie 17 listopada 1802 roku. Ustanowił w 1789 roku Związek Rodzinny dla uczczenia pamięci swoich rodziców, spadkobiercą uczynił swojego młodszego brata Karla Heinricha, a majątek dziedziczony był w drodze majoratu.

## Karl Heinrich Uphagen (1738–1804)
Młodszym bratem Johanna Wilhelma był Karl Heinrich urodzony 9 listopada 1738 roku. Był kupcem zbożowym. Należały do niego dwory w Świętej Studzience i Strzyży. Z pierwszą żoną Susanne Eleonorą Tönninges miał dwie córki i dwóch synów, a z drugą żoną Laurą Luise Leonardi miał córkę i syna. Po śmierci Johanna był przez dwa lata – zanim zmarł 2 czerwca 1804 roku – dziedzicem majoratu.

## Johann Karl Ernst Uphagen (1777–1843)
Najstarszym synem Karla Heinricha i Susanne Eleonory był Johann Karl Ernst urodzony 7 października 1777 roku. Był kupcem i dziedzicem majoratu po śmierci ojca. Prowadził kantor w przyziemiu kamienicy przy Długiej 12 w Gdańsku. Był kolekcjonerem dzieł sztuki. W 1800 roku ożenił się z Marią Wilhelminą Paleske, z którą miał pięcioro dzieci (wiek dojrzały osiągnęło troje: Karl Wilhelm, Maria i Heinrich). Zmarł 16 czerwca 1843 roku. 

## Karl Wilhelm Uphagen (1803–1878)
Był najstarszym synem Johanna Karla Ernsta i Marii Wilhelminy. Urodził się 6 grudnia 1803. Był kupcem i radcą Zarządu Miejskiego, specjalizującym się w podatkach komunalnych. Zasiadał w Kolegium Seniorów parafii reformowanej, a także był członkiem towarzystw dobroczynnych i Towarzystwa Przyjaciół Sztuki. Był ostatnim dziedzicem majoratu wywodzącym się z tej linii. Nie był żonaty i nie miał potomstwa, podobnie jak jego młodszy brat Heinrich. Zmarł 12 sierpnia 1878 roku.

## Moritz Uphagen (1834–1890)
Był wnukiem Karla Heinricha i Laury Luise Uphagenów, a synem Karla Wilhelma Uphagena (1795–1839) i Julii Eleonory Boyd. Urodził się 19 marca 1834 roku. W 1878 został dziedzicem majoratu. Odziedziczył po ojcu Małą Słońcę. Jego żoną była Tekla Johanna Glüer, z którą miał dziesięcioro dzieci, z których czworo osiągnęło wiek dojrzały. Zmarł 16 listopada 1890 roku.

## Hans Uphagen (1863–1909)
Był synem Moritza i Tekli Johanny. Urodził się 31 lipca 1863 roku. Jego żoną była Alma Quassowsky, z którą miał syna i dwie córki. Po śmierci ojca był przez 19 lat dziedzicem majoratu.  Zmarł 1 kwietnia 1909 roku w rodzinnym domu przy Długiej 12. Po jego śmierci Alma parafowała umowę o wynajęciu kamienicy na cele muzealna, odtąd rodzina nie mieszkała już w tym miejscu.

## Hans Eugen Horst Uphagen (1906–1944)
Był jedynym synem Hansa i Almy. Po osiągnięciu pełnoletności objął majorat jako ostatni w historii rodu. Jego żoną była Anne Maria Klein, z którą miał troje dzieci. Wynajmowali mieszkanie na parterze ulicy Bytowskiej 1, utrzymując się z odsetek z kapitału. W czasie II wojny światowej Hans trafił na front wschodni. W początkach 1945 roku został uznany za zaginionego, a Anne wraz z dziećmi przeniosła się do Hamburga. 